# Toy Story 2
Toy Story 2 is een Amerikaanse animatiefilm uit 1999. De productie is het eerste vervolg op de animatiefilm Toy Story van Pixar. Net als de vorige werd ook deze film geheel met de computer getekend.

## Verhaal
Rex en Buzz Lightyear zitten een Buzz Lightyear-game te spelen. In-game Buzz dwaalt zich een weg door het fort van Zurg. Rex verliest het spel uiteindelijk.
Andy gaat op zomerkamp, maar anders dan andere jaren neemt hij Woody niet mee omdat deze kort voor Andy's vertrek (toen hij met hem aan het spelen was) beschadigd is geraakt en Andy bang is dat Woody op het kamp zeker kapot zal gaan.
Wanneer Woody ziet hoe Wheezy, een goede vriend van hem, verkocht zal worden op een rommelmarkt, komt hij hem te hulp. Hierdoor wordt hij echter gezien door verzamelaar Al McWhiggin, de eigenaar van een speelgoedzaak. Al wil Woody - koste wat kost - kopen. Wanneer Andy’s moeder weigert, steelt Al Woody.
In Al's appartement leert Woody drie andere speelgoedpoppen kennen: de cowgirl Jessie, het paard Bullebeest (Vlaams: Bulletje; Engels: Bullseye) en Zeurpiet de goudzoeker (Engels: Stinky Pete). Zeurpiet zit nog in zijn originele doos waarin hij ooit is verkocht, hij is er nog nooit uit geweest. Het blijkt dat Woody samen met deze drie anderen de ster was in een inmiddels vergeten kinderserie getiteld Woody’s Western. Nu Al Woody heeft, kan hij de vier poppen als set verkopen aan een speelgoedmuseum in Japan. Woody weigert eerst en Jessie wordt boos op hem. Als Woody het goedmaakt met Jessie, komt hij erachter dat Jessie ooit een eigenares had genaamd Emily. Emily was tiener geworden en vergat Jessie. Dan overtuigt Zeurpiet Woody dat dit het beste voor hem is. Immers, ooit zal Andy, naar wie Woody graag terug wil, volwassen worden en Woody ook vergeten. Langzaam begint Woody het idee steeds aantrekkelijker te vinden.
Ondertussen zet Buzz een reddingsactie op touw, samen met Rex, Slinky, Meneer Aardappelhoofd en Hamm. De vijf reizen af naar Al’s speelgoedwinkel in de hoop Woody daar te vinden. In de speelgoedwinkel ontstaat een persoonsverwisseling wanneer Buzz een andere Buzz tegen het lijf loopt (Al verkoopt Buzz ook in zijn speelgoedwinkel, de andere Buzz die Andy’s Buzz tegen het lijf loopt ziet er hetzelfde uit als de Buzz in de eerder vermelde game) en door hem wordt opgesloten in een doos. Hij kan later ontsnappen, maar dan zijn de anderen reeds vertrokken met de tweede Buzz.
Na wat omzwervingen belandt het hele gezelschap in Al’s appartement. Buzz komt oog in oog met de tweede Buzz te staan en lost zo de verwarring op. Daarna geeft hij Woody een peptalk over hoe Woody hem ooit leerde hoe leuk het is om een stuk speelgoed te zijn. Jessie, Bullebeest en Zeurpiet denken dat het speelgoed een stel overvallers zijn, omdat Meneer Aardappelhoofd dacht dat ze Woody martelden. Woody komt terug op zijn beslissing en wil met zijn vrienden huiswaarts keren. Dan grijpt Zeurpiet in. Hij schroeft het luchtrooster, waardoor het gezelschap binnen was gekomen, dicht zodat Woody niet weg kan. Hieruit blijkt dat hij helemaal niet de aardige wijze man is die hij eerder leek. Hij is in werkelijkheid een verbitterd stuk speelgoed die in de reis naar Japan eindelijk zijn kans ziet op eeuwige glorie.
Al keert terug en neemt de vier poppen mee naar het vliegveld. Buzz en co zetten de achtervolging in met een busje van de Pizza Planeet (een restaurant uit de vorige film). Daar zitten drie aliens in. Meneer Aardappelhoofd weet ze te redden toen ze in paniek raakten. Dan zeggen ze: "Jij hebt ons gered, wij zijn je eeuwig dankbaar." (Nederlands) / "U hebt ons leven gered, wij zijn u eeuwig dankbaar." (Vlaams). Ook in de volgende film zeggen ze het steeds maar weer. Meneer Aardappelhoofd wordt er gek van. Op het vliegveld sporen ze Al’s koffer op en Woody wordt gered. Om Zeurpiet een lesje te leren, laten ze hem achter in de tas van een meisje zodat hij eindelijk kan ervaren hoe het is als een kind met je speelt. Bullebeest en Jessie besluiten met Woody mee te gaan naar zijn huis.
Andy keert huiswaarts en denkt dat Jessie en Bullebeest geschenken zijn van zijn moeder. Hij repareert Woody’s arm. Op tv zien Hamm en Rex een reclamefilmpje van Al’s speelgoedwinkel, waaruit blijkt dat hij failliet is gegaan door de misgelopen deal in Japan. Al had maar 1 dollar gekregen. Hamm en Rex moeten erom lachen.

## Rolverdeling
| Personage                         | Taal                                                          | Taal                                                      | Taal                                |
| Personage                         | Originele versie                                              | Nederlandse versie                                        | Vlaamse versie                      |
| --------------------------------- | ------------------------------------------------------------- | --------------------------------------------------------- | ----------------------------------- |
| Sheriff Woody Pride               | Tom Hanks                                                     | Peter Paul Muller                                         | Warre Borgmans                      |
| Buzz Lightyear / Buzz Lightyear 2 | Tim Allen                                                     | Kees Prins                                                | Vic De Wachter                      |
| Jessie                            | Joan Cusack Mary Kay Bergman (jodelen) Sarah McLachlan (zang) | Angélique de Bruijne Plien van Bennekom (jodelen en zang) | Ann Van den Broeck                  |
| Zeurpiet de Goudzoeker            | Kelsey Grammer                                                | Lou Landré                                                | Herbert Flack                       |
| Mr. Aardappelhoofd                | Don Rickles                                                   | Ronald Van Rillaer                                        | Hubert Damen                        |
| Slinky                            | Jim Varney                                                    | Chiem van Houweninge                                      | Luk De Koninck                      |
| Rex                               | Wallace Shawn                                                 | Arjan Ederveen                                            | Johan Van Assche                    |
| Hamm                              | John Ratzenberger                                             | Luk Van Mello                                             | Luk Van Mello                       |
| Al McWhiggin                      | Wayne Knight                                                  | Kees van Lier                                             | Tom Van Bauwel                      |
| Bo Beep                           | Annie Potts                                                   | Monique van de Ven                                        | Antje De Boeck                      |
| Mvr. Aardappelhoofd               | Estelle Harris                                                | Corry van der Linden                                      | Gilda De Bal                        |
| Andy Davis                        | John Morris                                                   | Adriaan van Veldhuizen                                    | Jonas Wyns                          |
| Barbie Gids                       | Jodi Benson                                                   | Marlies Somers                                            | Cathy Vanderstappen                 |
| Keizer Zurg                       | Andrew Stanton                                                | Arnold Gelderman                                          | Dirk Denoyelle                      |
| Mvr. Davis (Andy's moeder)        | Laurie Metcalf                                                | Beatrijs Sluijter                                         | Gilda De Bal                        |
| Sergeant                          | R. Lee Ermey                                                  | Arnold Gelderman                                          | Tom Van Bauwel                      |
| Wheezy                            | Joe Ranft Robert Goulet                                       | Reinder van der Naalt Gé Titulaer (zang)                  | Dirk Denoyelle David Davidse (zang) |
| Aliens                            | Jeff Pidgeon                                                  | Stan Limburg                                              | Dominique Deruddere                 |

Overige stemmen in de Nederlandse versie werden ingesproken door onder anderen Paul Passchier, Edward Reekers, Herman van Doorn, Daniëlle Mulder, Lisa Boray, Martin Stoker, Fred Butter, Marcel Maas, Mila Teule, Pam Teule, Michiel Post, Jasper Sohier, Yannick Voogd, Joris Voogd en Bobbi van Roozendaal. Peter Paul Muller was een van de overige zangstemmen. De Nederlandse versie werd vertaald door Judith Dekker (dialogen) en Koen van Dijk (zang) en geregisseerd door Arnold Gelderman (dialogen) en John Roos (zang).
Overige stemmen in de Vlaamse versie werden ingesproken door onder anderen An Lovink, Yves Dujardin, Marie Pien, Henri De Coster, Marina Lerchs, Wim Opbrouck, Günther Lesage, Alek Goschevzky, Valérie Simon en Sandra De Moyter. David Davidse was een van de overige zangstemmen. De Vlaamse versie werd geregisseerd door Dominique Deruddere

## Achtergrond

### Productie
Toy Story 2 was oorspronkelijk bedoeld als een direct-naar-video-vervolg op Toy Story. Disney gaf Pixar de opdracht voor een 60 minuten durend verhaal. Disney was echter zo onder de indruk van wat Pixar had gemaakt, dat ze besloten van Toy Story 2 toch een bioscoopfilm te maken. Het verhaal werd uitgebreid naar 90 minuten.
Pixar en Disney hadden een contract voor vijf gezamenlijke films. Toen besloten werd Toy Story in de bioscopen uit te brengen, wilde Pixar Toy Story 2 mee laten tellen als een van deze vijf films. Disney argumenteerde echter dat Toy Story 2 was afgesproken buiten het contract om, en dus niet onder de vijf films viel. Dit leidde tot onenigheid tussen de twee bedrijven, en wordt nog geregeld genoemd als de reden dat Pixar in 2004 besloot zijn samenwerking met Disney niet te verlengen.

### Ontvangst
Net als zijn voorganger werd Toy Story 2 positief ontvangen. De film scoorde een 100% op Rotten Tomatoes.

### Muziek
In de film komen drie gezongen nummers voor, waarvan twee nieuwe. Deze werden geschreven door Randy Newman. Hij componeerde ook de muziek.
- When She Loved Me – gezongen door Sarah McLachlan, waarin het personage Jessie Woody vertelt hoe ze ook ooit het eigendom was van een kind, maar dat dit kind haar uiteindelijk ontgroeide.
- Woody's Roundup – gezongen door Riders in the Sky; de titelsong van de serie Woody's Roundup.
- Het derde nummer is een nieuwe versie van You've Got A Friend In Me, welke ook al te horen was in de vorige film.

## Prijzen en nominaties
2000
- De ASCAP Award voor Top Box Office Films – gewonnen
- Een Academy Award voor beste lied
- De Saturn Award voor beste fantasyfilm
- De Saturn Award voor beste muziek
- Negen Annie Awards:
  - Outstanding Achievement in an Animated Theatrical Feature
  - Outstanding Individual Achievement for Directing in an Animated Feature Production – gewonnen
  - Outstanding Individual Achievement for Music in an Animated Feature Production – gewonnen
  - Outstanding Individual Achievement for Storyboarding in an Animated Feature Production – gewonnen
  - Outstanding Individual Achievement for Voice Acting by a Female Performer in an Animated Feature Production – gewonnen
  - Outstanding Individual Achievement for Voice Acting by a Male Performer in an Animated Feature Production – gewonnen
  - Outstanding Individual Achievement for Writing in an Animated Feature Production – gewonnen
  - Outstanding Individual Achievement for Character Animation
  - Outstanding Individual Achievement for Production Design in an Animated Feature Production
- De Blockbuster Entertainment Award voor favoriete familiefilm
- De Bogey Award – gewonnen
- De Critics' Choice Award voor beste animatiefilm – gewonnen
- De Artios voor Best Casting for Animated Voiceover - Feature Film
- De Golden Globe voor Best Motion Picture - Comedy/Musical
- De Golden Globe voor Best Original Song - Motion Picture
- De KCFCC Award voor beste animatiefilm – gewonnen
- Drie Blimp Awards:
  - Favoriete film
  - Favorite Voice from an Animated Movie (Tim Allen)
  - Favorite Voice from an Animated Movie (Tom Hanks)
- De Sierra Award voor beste animatiefilm
- De Sierra Award voor beste lied
- De MTV Movie Award voor beste filmduo
- De Golden Reel Award voor Best Sound Editing - Animated Feature
- De Golden Reel Award voor Best Sound Editing - Music - Animation
- De OFCS Award voor beste film
- De OFCS Award voor Best Screenplay, Original
- De Golden Satellite Award voor Best Motion Picture, Animated or Mixed Media – gewonnen
- De Golden Satellite Award voor Best Original Song – gewonnen
- De Teen Choice Award voor Film - Choice Hissy Fit
- De Young Artist Award voor beste familiefilm – gewonnen

2001
- De Grammy Award voor Best Song Written for a Motion Picture, Television or Other Visual Media – gewonnen
- De Grammy Award voor Best Score Soundtrack Album for a Motion Picture, Television or other Visual Media

2005
- De Satellite Award voor Outstanding Youth DVD – gewonnen

## Wetenswaardigheden
- Bij het zappen van de tv door Hamm het spaarvarken, komen verscheidene shorts van Pixar voor, waaronder Knick Knack en Tin Toy.
- Naar aanleiding van de film verscheen er ook een videospel, Toy Story 2: Buzz Lightyear to the Rescue.
- De poppendokter die de arm van Woody vastnaait is de hoofdpersoon uit de korte film Geri's Game.

### Foutjes in de film
Ondanks de zorgvuldige afwerking en het ongelooflijk oog voor detail zitten er toch enkele opvallende teken- of gedachtenfouten in de film.
- Wanneer Rex in paniek naar de uitknop op een afstandsbediening zoekt, nadat hij de tv per ongeluk aanzet, staat hij recht voor de tv. Wanneer Hamm Rex vertelt welke de uitknop is, is er geen reflectie te zien.
- Wanneer Woody tevergeefs uit Al's appartement probeert te ontsnappen en opmerkt dat Bullebeest uit een doos springt, hangt een flap van de doos naar buiten. Wanneer Woody op Bullebeest rijdt en hem commandeert te stoppen, hangt dezelfde flap naar binnen.
- Wanneer Buzz en de anderen oversteken, gebeuren de nodige verkeersongevallen. Wanneer een ijzeren buis in een rechte lijn op Meneer Aardappelhoofd af rolt, blijft een van zijn schoenen vastzitten in wat kauwgom. Deze kauwgom komt eerst het dichtst bij het midden van de buis. Wanneer Meneer Aardappelhoofd zijn schoen te pakken krijgt, blijft de kauwgom aan een van de randen van de buis plakken.
- Wanneer Buzz en co in Al's speelgoedwinkel terechtkomen, komt er een vogelperspectief van de winkel en een gele tegel met rechts daaronder een rode tegel is te zien. Zodra de poppen weer wat duidelijker te zien zijn, zijn deze twee tegels verdwenen.
- Wanneer de poppendokter bruine verf over Woody's laars smeert staat de "A" in "Andy" in de buurt van Woody's tenen. Wanneer Woody de verf wegveegt staat de "A" in de buurt van de hak van zijn laars.
- Wanneer een speelgoeddoos met Zurg erin open gaat en het vizier van Zurg te zien is, rent Buzz over dubbele lijnen op een parkeerterrein. Wanneer Zurg achter Buzz aangaat, rent Buzz opnieuw over deze dubbele lijnen.
- Wanneer Woody en zijn Western-clubje een idee maken voor een nieuwe versie van Woody's Western ligt er een pen in de buurt van de doos waar Woody zich in verstopt. Zodra Woody de doos openmaakt, is de pen verder weg geschoven.
- Wanneer de tweede Buzz en de andere poppen Woody vinden, heeft deze Buzz zijn blauwe riem niet aan en ziet hij er precies hetzelfde uit als Andy's Buzz.
- Wanneer de tweede Buzz in de war raakt en Andy's Buzz de verwarring oplost, ligt er nog niets op de vloer. Wanneer Woody over zijn Western-clubje vertelt, verschijnt de afstandsbediening van de televisie ineens op de vloer.
- Wanneer Buzz Woody overtuigt dat hij niet thuishoort in een museum ligt een rol plakband redelijk ver van de tv af. Wanneer Buzz het luchtrooster sluit nadat Woody weigert mee te gaan ligt het plakband vlak naast de afstandsbediening.
- Wanneer Al naar het vliegveld vertrekt en de andere poppen achter Woody en co aangaan om ze te redden, weet Meneer Aardappelhoofd de deur open te houden door zijn hoed ertussen te gooien. Bepaalde poppen zijn echter te breed om door de smalle deuropening te passen, omdat de kleine hoed niet breed genoeg is om de deuren heel ver open te houden.